# 布恰河

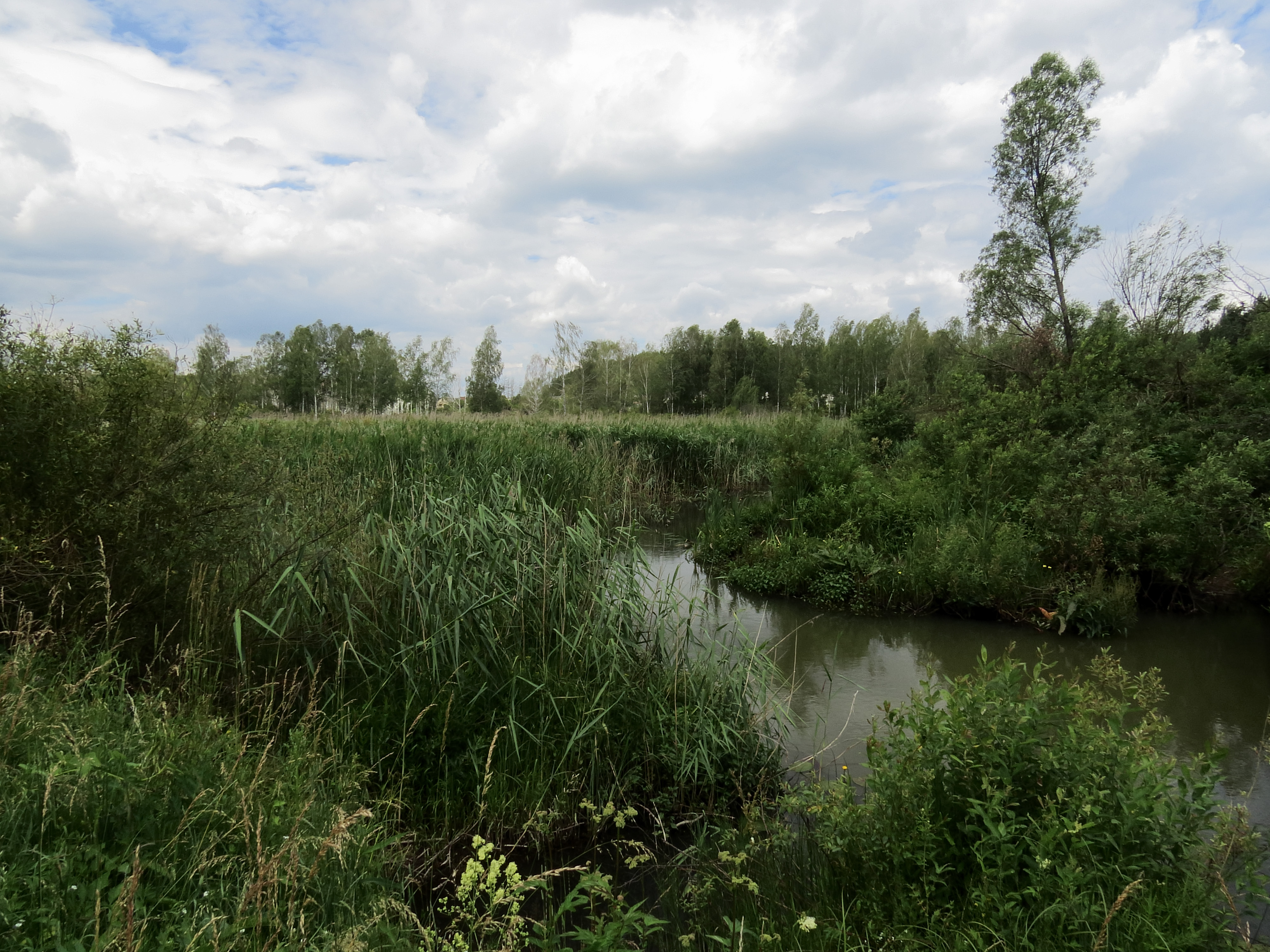

布恰河（烏克蘭語：Буча），是烏克蘭的河流，位於該國中北部，屬於伊爾平河的左支流，發源自莫季任，流經基輔州，河口處在霍斯托梅爾，河道全長34公里。